# Parrotspitze
Parrotspitze (italsky Punta Parrot) (4432 m) je jedním z vrcholů masivu Monte Rosa na hranici Švýcarska a Itálie. Hora je pojmenována po německém doktoru Johannu Jakobu Friedrichu Wilhelmu Parrotovi, který se v roce 1816 pokusil spolu s Josephem Zumsteinem o prvovýstup na Piramide Vincent (4215 m).
Prvovýstup provedli Reginald S. Macdonald, Florence Crauford Grove, Montagu Woodmass a William Edward Hall s průvodci Melchiorem Andereggem a Peterem Perrenem 16. srpna 1863, čtyři dny poté co ta samá skupina (s dalším průvodcem) provedla prvovýstup na vrchol Dent d'Hérens.
O rok dříve, 8. července 1862, Adolphus Warburton Moore a Hereford Brooke George s průvodci Christianem Almerem a Matthiasem Zumtaugwaldem dosáhli východního hřebene Parrotspitze, ale hřeben přešli směrem do Švýcarska a pominuli možnost přejít po hřebeni 60 metrů k vrcholu.

## Výstupové trasy
Na hřeben vedou dvě obvyklé výstupové trasy, z východu a západu. Vrchol není příliš vzdálen od hlavní trasy mezi chatou Capanna Regina Margherita na vrcholu Signalkuppe a chatou Rifugio Gnifetti na jižním okraji masivu, proto je často prováděn přechod hřebene jako zpestření této cesty.

### Externí odkazy

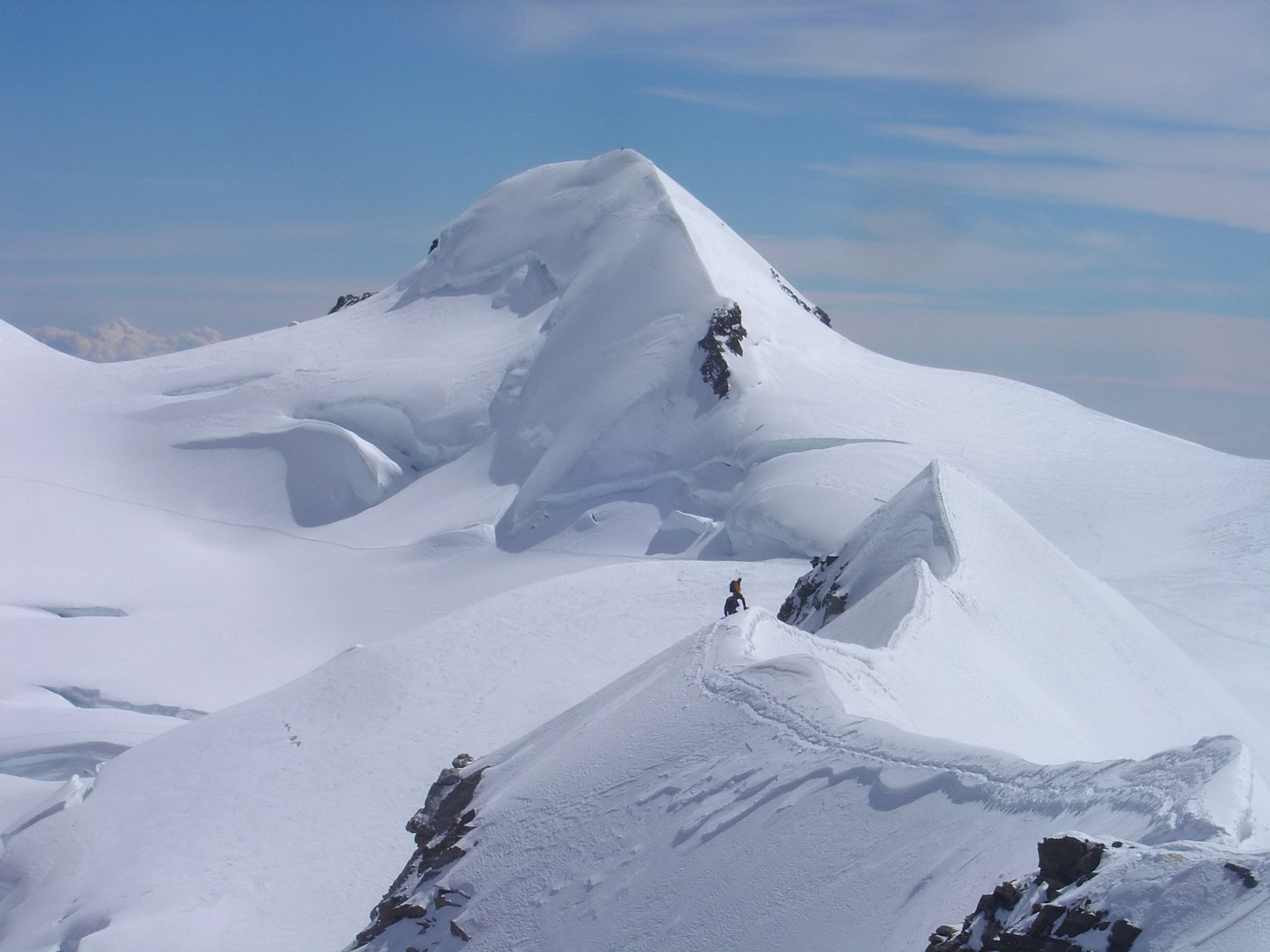
Parrotspitze při pohledu ze západu, z hřebene Lyskammu